# NGC 6792
NGC 6792 في الفهرس العام الجديد، هي مجرة، تقع في كوكبة القيثارة. اكتشفت في 1886 .

## روابط خارجية
- NGC 6792 على موقع ويكي سكاي: DSS2, SDSS, GALEX, IRAS, Hydrogen α, X-Ray, Astrophoto, Sky Map, Articles and images